# Jeanine Claes
Jeanine Claes, surnommée « l’Africaine », est une artiste française, danseuse, chorégraphe et professeur diplômée de la Fédération française de danse, née le 5 septembre 1947 à Clichy et morte le 18 octobre 2019 à Hobart en Tasmanie.
Au début des années 1970, au Centre américain de Paris, encadrée de percussionnistes de renom, Jeanine Claes lance un cours de danse dit d’expression africaine, inédit alors en Europe,.

## Biographie

### Débuts (1947-1978)
Issue d’une famille de neuf enfants, Jeanine Claes a grandi à Gennevilliers, en banlieue parisienne. À l’âge de trois ans, elle débute la danse classique,. Plutôt que d’être surclassée pour intégrer l’École des professeurs de danse d’Irène Popard, elle préfère poursuivre ses études avant d’intégrer l’École Supérieure d’Études Chorégraphiques (Paris) où elle étudie, entre autres, la danse moderne, la danse rythmique et la danse jazz, suivi par un cursus universitaire en psychomotricité à Paris V-René Descartes, tout en travaillant avec les enfants handicapés de Gennevilliers.
Entre-temps, elle cherche comment se libérer de la rigidité d’un cadre antinaturel où elle n’arrive pas à s'exprimer et à canaliser son mal de vivre et la rage d’exister qui l’habite depuis l’enfance . Elle continue d’enseigner, tentant des expériences auprès des prédélinquants de Colombes et de Villeneuve-la-Garenne. En mai 68, âgée de 20 ans, soutenue par son groupe de prédélinquants, elle offre dans les usines de la ceinture rouge aux grévistes des spectacles de danse vivante.
Elle continue de travailler seule, avant de rencontrer à Paris deux élèves de la danseuse américaine Katherine Dunham, Elsa Wolliaston et Herns Duplan, dépositaire d’un cours d’expression primitive, grâce auxquels elle trouve sa voie,,. Dans  son cours au Centre américain, exhorté par la percussion, un dialogue se développe entre musique et danse. Les spécialistes affirment que celle-ci se rapproche beaucoup de la danse africaine mais Jeanine Claes ne le sait pas encore, n’ayant alors jamais mis les pieds en Afrique. À la même époque, avec le percussionniste Guem, elle démarre une liaison longue de cinq années,. Leur association est directement à l’origine du morceau Le Serpent qui correspond à sa manière de se mouvoir sur scène, tout en diagonale. Réenregistré en 1996 pour le générique de l'émission Ça se discute, ce jingle contribue à asseoir la notoriété de Guem qui néglige alors de mentionner que celui-ci a été composé avec Jeanine Claes .

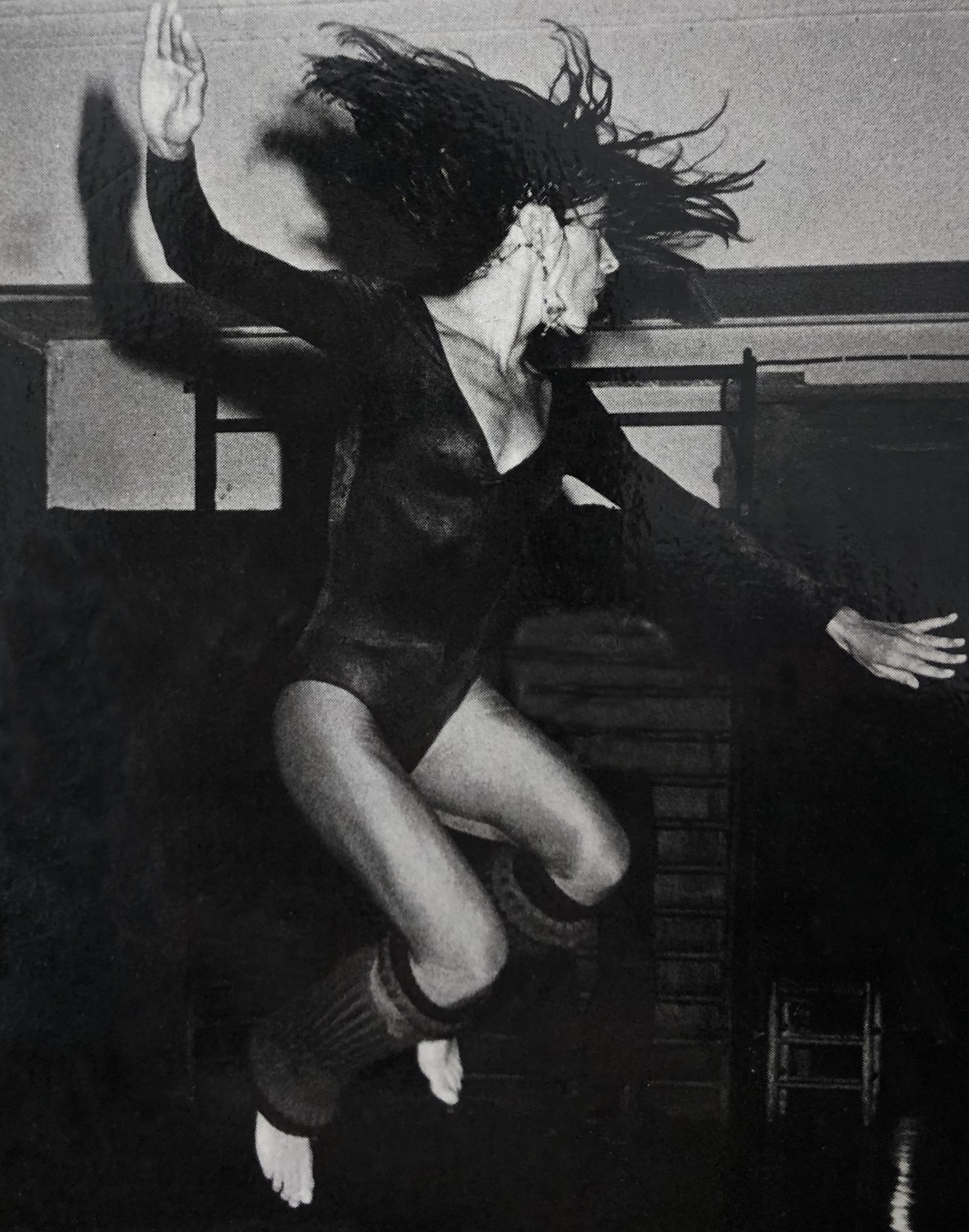
Collection Jeanine Claes.

Fuyant la dictature du président Ahmed Sékou Touré en Guinée-Conakry, les membres des Grands Ballets d’Afrique noire se retrouvent à Paris, dans le Quartier latin, où ils reconnaissent dans la danse de Jeanine Claes leurs danses traditionnelles. Elle arrive à les imposer au Centre américain, incorporant des percussionnistes dans sa compagnie et prenant comme assistant le poète dramaturge Tidjani Cissé. Prisée par le milieu artistique parisien, sa classe accueille soixante élèves par séance, telles de jeunes actrices comme Isabelle Adjani ou Sandrine Bonnaire, dont certains deviennent plus tard professeurs,,,. Les week-ends, elle donne des stages et des spectacles à travers la France, l'Europe et l'Afrique du Nord, tout en répondant à l’invitation de festivals internationaux comme ceux d'Avignon, d’Annecy ou de Chateauroux. 
Au mois de juin 1976, dans le cadre du lancement de leur album Black and Blue, les Rolling Stones se produisent quatre jours d’affilée à Paris, aux Abattoirs de La Villette. Mick Jagger propose alors à Jeanine Claes de les accompagner sur scène pour boucler le reste de leur tournée en France, mais aussi en Allemagne et dans les Balkans. Condition sine qua none : être vêtue sur scène d’un short, qu’elle jugera beaucoup trop court. Le chanteur des Stones la relancera en vain. 

### Retour (1978-1979)
En 1978, la rupture avec Guem est consommée. À Pâques, dans le Sud de l'Espagne, un accident de voiture lui cause une fracture-luxation des vertèbres cervicales et compromet sa carrière. Toutefois, plutôt que de procéder à un « soudage » d’usage, à l'hôpital Cochin, le chirurgien opte pour un dispositif en titane. D’après lui, au mieux, Jeanine Claes peut espérer remarcher un jour, mais pas danser. Après trois mois d'immobilisation totale suivis de plusieurs séances de kinésithérapie, bien que confinée dans un fauteuil roulant, elle prétexte pouvoir se rééduquer seule à partir de mouvements propres à la danse. Et quelques semaines plus tard, retravaillant au Centre américain, elle retrouve l'intégralité de ses moyens.

### Itinérance (1979-1985)

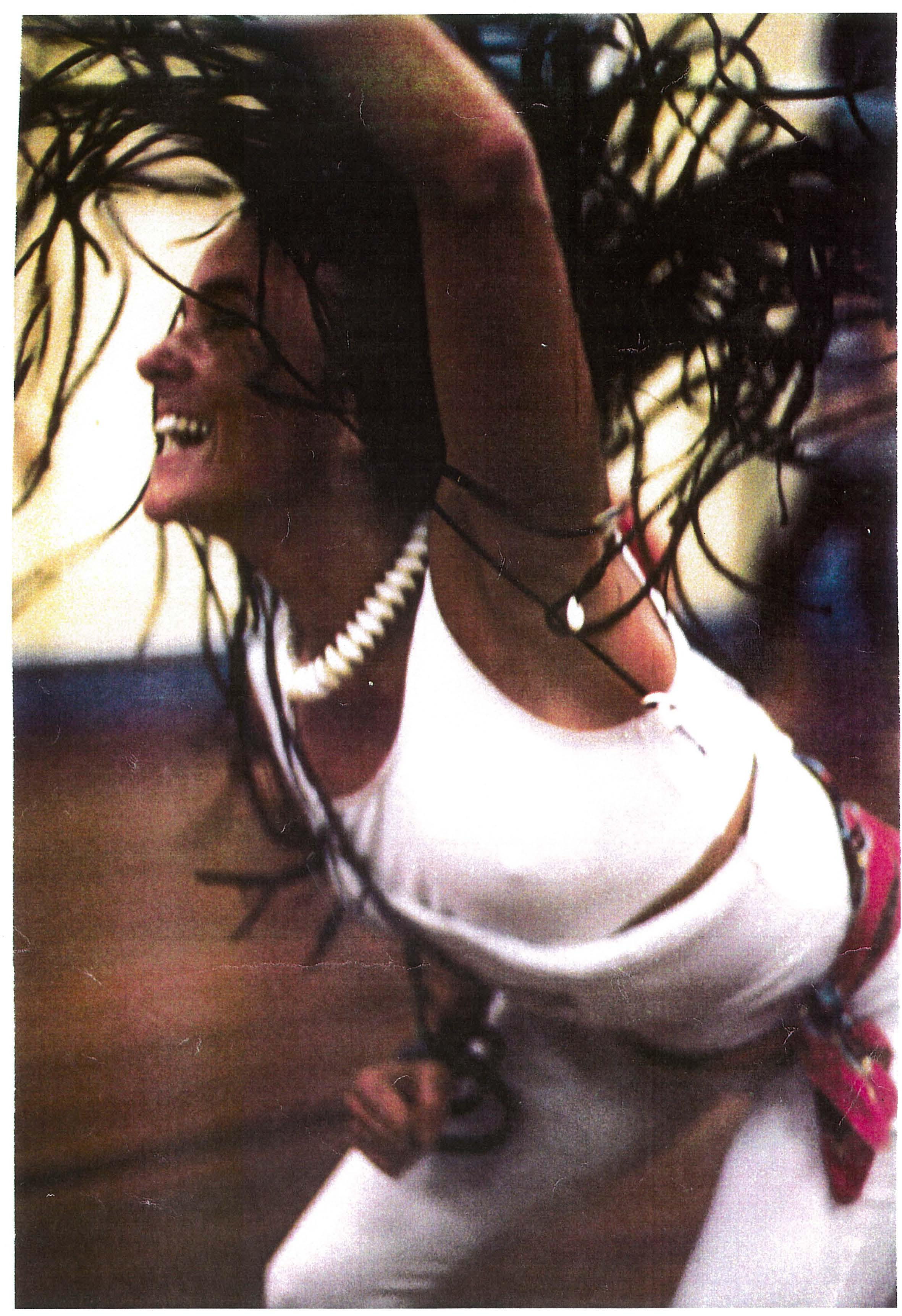
Photographie de Hugh Hamilton, Bondi Pavillon, Sydney.

L’état de ses cervicales fait que dorénavant Jeanine Claes doit les exposer de manière régulière au soleil. Elle voyage notamment en Casamance, sur les conseils de musiciens des Grands Ballets d’Afrique noire. En effet, sur scène, la présence de Guem la paralyse littéralement. Elle en tremble au point de s’en rendre malade. Elle part vivre ainsi quelque temps au village et se fait soigner par un marabout. Depuis ce jour, à chaque voyage en Afrique, elle consulte un marabout. En Haïti, elle est initiée au rite vaudou dans le ghetto de Port-au-Prince.
Au fur et à mesure de ses voyages, son répertoire artistique s’étoffe. Au retour d’Haïti, elle introduit les ondulations dans sa danse. Les professionnels la comparent à Carolyn Carlson. Sur le point de faire fortune en reprenant à son compte le concept de l’Aérobic, l’actrice et femme d’affaires américaine Jane Fonda fait alors un pont d’or à Jeanine pour l’amener en Californie afin de commercialiser sa méthode de danse. En retour, elle reçoit une réponse cinglante, Jeanine Claes assimilant les inconditionnels de l’Aérobic à des gens déconnectés de toute vie spirituelle. Outre ses cours au Centre américain, elle enseigne aussi, entre autres, à la Schola Cantorum (Paris Ve),, au Théâtre Noir (Paris XIIe), au Centre International de la Chorégraphie (Paris XIVe) et à la MJC Théâtre de Colombes.

### Disparition
Jeanine Claes s’embarque avec deux percussionnistes dans un tour du monde (New York, Los Angeles, Tahiti, Nouvelle-Calédonie) à fonds perdu. Arrivée à Sydney, elle enseigne au Bondi Pavilion jusqu’en 2001,,,, participe à de nombreux festivals en Australie, avant de décéder à Hobart, sur l’île de Tasmanie.

## Méthode
Selon Jeanine Claes, sa danse d’expression africaine, tout comme la danse africaine, est un état d’esprit avant d’être une technique. Après avoir compris le rythme donné par les percussions avec lesquelles il faut entrer en communication, cette longue initiation mène un jour à sa propre connaissance. Sans la compréhension du rythme, cette danse devient alors une caricature.

## Thérapie
Au Centre américain, une partie de ses élèves s’inscrivaient à ses cours sous les conseils de leurs médecins : le corps médical était alors convaincu que cette danse d’expression africaine était indispensable à l’équilibre de leur patient, car tout se joue dans les mouvements du bassin. Mais pour arriver à les libérer l’élève doit d’abord tenter de se décoincer la tête.

## Principales chorégraphies
Jeanine Claes est également l'interprète dans l’intégrale des œuvres qu'elle crée en qualité de chorégraphe.

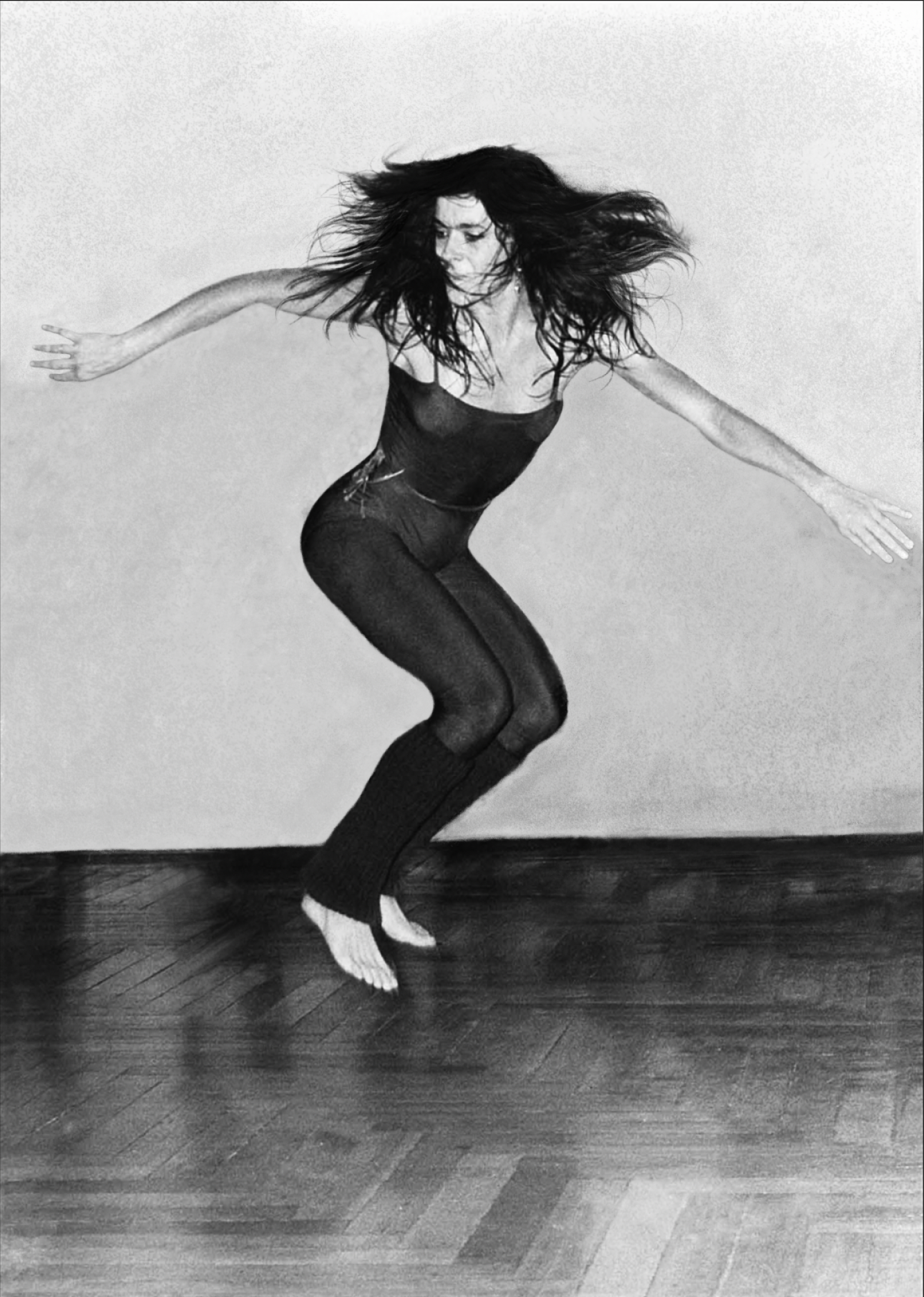
Collection Jeanine Claes.

La majorité des spectacles qu’elle a montés ne portent pas toujours véritablement d’appellation, et ses chorégraphies, souvent déclinées en solo, sont toutes à géométrie variable. Improvisée, aucune version ne ressemble à une autre, tributaire de l’espace, du nombre et du type de percussionnistes présents, du dialogue qui s’installe entre danseuses, danseurs et musiciens.
- Jazzin’ out of Africa, 1992 (Kinselas, Sydney)
- L’Africaine, septembre 1990 (Kensington, Sydney).
- Shooting Star, août 1987[22],[23]. Monté d’abord en exclusivité pour le Performance Space de Sydney, ce spectacle tourne ensuite une année durant dans les théâtres, les clubs et les salles de la capitale de la Nouvelle-Galles du Sud
- Last Stop Paris, Juin 1985 (Off Broadway Theatre, Sydney)
- Film : Valérie Kaprisky s’est inspiré des cours de danse pris avec Jeanine Claes (1979) au centre américain , afin d’improviser les danses du film : « La Femme publique » (1984, Andrzej Żuławski), interprétée par Valérie Kaprisky
- Rythme et Danse, 1980-1985. Ce spectacle voyage en France, en Europe ainsi qu’en Afrique et surtout à Paris que cela soit à l’American Church, au Centre Georges Pompidou dans le cadre de l’exposition La Ville en ses jardins ou au Grand Palace des Champs Élysées.
- Soleil, 1980
- Voyage, années 1970
- Tam-Tam, années 1970

## Discographie
En 1980, afin que les élèves de ses classes puissent répéter à domicile, Jeanine Claes décide de composer et produire un album vinyle. Ses rythmes, qui n’ont plus rien de traditionnel, sont enregistrés au Studio 142, localisé rue Réaumur (Paris IIe), avec le batteur sénégalais Aziz N’Diaye et surtout le percussionniste d’origine antillaise Philippe Lincy.
- Soleil : Rythme et danse (1980, Jeanine Claes - JC 5947-1/Fr)